# 白大凤
白大凤（学名：Cladogynos orientalis）为大戟科枝实属下的一个种。其种加词“orientalis”意为“东方的”。